# Baraljevac
Baraljevac (cyr. Бараљевац) – wieś w Serbii, w okręgu pczyńskim, w gminie Bujanovac. W 2002 roku liczyła 316 mieszkańców.